# Bölkow Bo 207
Die Bölkow Bo 207 war ein ziviles Sportflugzeug der deutschen Bölkow GmbH. Sie ist eine von wenigen Sportmaschinen, die in der Nachkriegszeit in größerer Stückzahl in Deutschland produziert wurde.

## Entwicklung
Die Bölkow Bo 207 wurde auf Basis der Klemm Kl 107C entwickelt. Da diese noch auf einer Vorkriegsentwicklung beruhte und technisch mit ihrer Holzbauweise sowie ihren Kabinenmaßen veraltet war, verkaufte sie sich schlecht. So entstand (nachdem die Rechte an Bölkow übergegangen waren) 1958/59 aus der 107C die Kl 107D in Form eines größeren Viersitzers mit stärkerem Motor. Durch grundlegende Änderungen an der Konstruktion stellte sie mehr eine Neukonstruktion als eine Weiterentwicklung dar. So wurde der Rumpf im Kabinenbereich verbreitert und mit einer größeren Kabinenhaube mit großer Panoramascheibe versehen. Zusätzlich waren die einholmigen Tragflächen nun durchgehend und trugen auf jeder Seite jeweils einen 100-l-Kraftstofftank. Auch das Cockpit wurde modernisiert und einige Rumpf- und Verkleidungsteile aus glasfaserverstärktem Epoxydharz hergestellt. Dennoch blieb es insgesamt bei der in der Herstellung aufwendigen Sperrholz-Halbschalenbauweise. Der Prototyp mit Lycoming-Vierzylindermotor O-360A1A mit 132 kW und Hartzell-Verstellpropeller HC-92-ZK-SD hatte am 10. Oktober 1960 in Nabern seinen Erstflug und wurde im Mai 1961 erst in Bölkow F207 und dann im Juli 1961 in Bölkow Bo 207 umbenannt. Zur Gestaltung des Flugzeugs, besonders des Cockpits, wurde Designer Hans Erich Slany mit herangezogen. Noch im selben Jahr nahmen der zweite Prototyp und die erste Serienmaschine der Bo 207 am Deutschlandflug teil, wobei die Besatzung Selk/Schnabel einen Sieg feiern konnte. Die Serienproduktion begann 1962 im neuen Bölkow Werk in Laupheim, wo bis zum Ende der Produktion 1966 insgesamt 92 Stück gebaut wurden. Als Listenpreis für die Standardausführung wurden zu Beginn der Serie 54.000 DM genannt. Es gab auch eine kunstflugtaugliche T-(Trainer)-Version mit Kunstflugdrossel, abwerfbaren Kabinendächern und vergrößertem Seitenleitwerk sowie eine Billigversion mit O-360A2A-Triebwerk und Sensenich-Festpropeller. Die Weiterentwicklung Bo 207B mit Bugfahrwerk wurde zugunsten der Bölkow Bo 208 nicht mehr realisiert.

## Technische Daten
| Kenngröße             | Daten                            |
| --------------------- | -------------------------------- |
| Besatzung             | 1                                |
| Passagiere            | 3                                |
| Länge                 | 8,31 m                           |
| Spannweite            | 10,82 m                          |
| Höhe                  | 2,24 m                           |
| Leermasse             | 715 kg                           |
| max. Startmasse       | 1200 kg                          |
| Reisegeschwindigkeit  | 235 km/h                         |
| Höchstgeschwindigkeit | 255 km/h                         |
| Steigrate             | 3,6 m/s                          |
| Dienstgipfelhöhe      | 5500 m                           |
| Reichweite            | 1300 km                          |
| Triebwerk             | ein O-360A1A mit 132 kW (179 PS) |